# Џорџтаун (Мисисипи)
Џорџтаун (енгл. Georgetown) град је у америчкој савезној држави Мисисипи.

## Демографија
По попису из 2010. године број становника је 286, што је 58 (-16,9%) становника мање него 2000. године.
| Група             | 2000.       | 2010.       |
| Белци             | 231 (67,2%) | 158 (55,2%) |
| Афроамериканци    | 103 (29,9%) | 120 (42,0%) |
| Азијати           | 0 (0,0%)    | 1 (0,3%)    |
| Хиспаноамериканци | 6 (1,7%)    | 0 (0,0%)    |
| Укупно            | 344         | 286         |